# 勐仑翅子树
勐仑翅子树（学名：Pterospermum menglunense），为梧桐科翅子树属下的一个植物种。